# Sulsted
Sulsted is een plaats in de Deense regio Noord-Jutland, gemeente Aalborg. De plaats telt 1537 inwoners (2008).